# Robert Campbell Highway
Pour les articles homonymes, voir Robert Campbell et Campbell.
La Robert Campbell Highway, appelée aussi Campbell Highway ou Yukon Highway 4, est une route du Yukon au Canada, située entre Watson Lake, sur la route de l'Alaska à la frontière de la Colombie-Britannique, jusqu'à Carmacks sur la Klondike Highway. Elle coupe la Canol Road à Ross River avant de rejoindre Faro. Elle s'étend sur une distance de 583 kilomètres (362 mi) et est non goudronnée sur la majorité de son tracé.
Son nom lui a été donné en l'honneur de Robert Campbell, employé de la Compagnie de la Baie d'Hudson.
La partie entre Watson Lake et Miner Junction est construite au début des années 1960 dans le but de compléter la route menant aux mines de tungstène des Territoires du Nord-Ouest. Sa portion est et nord est actuellement connue sous le nom de Nahanni Range Road, ou Yukon Highway 10.
À la fin des années 1960, et jusqu'en 1971, la section qui relie Ross River et Carmacks est construite avec une boucle vers Faro, pour desservir la mine de zinc ouverte en 1969. 
La Campbell Highway n'est pas goudronnée, sauf entre Carmacks et Faro.

## Villes et lieux traversés
- Watson Lake
- Ross River
- Faro
- Carmacks

## Galerie

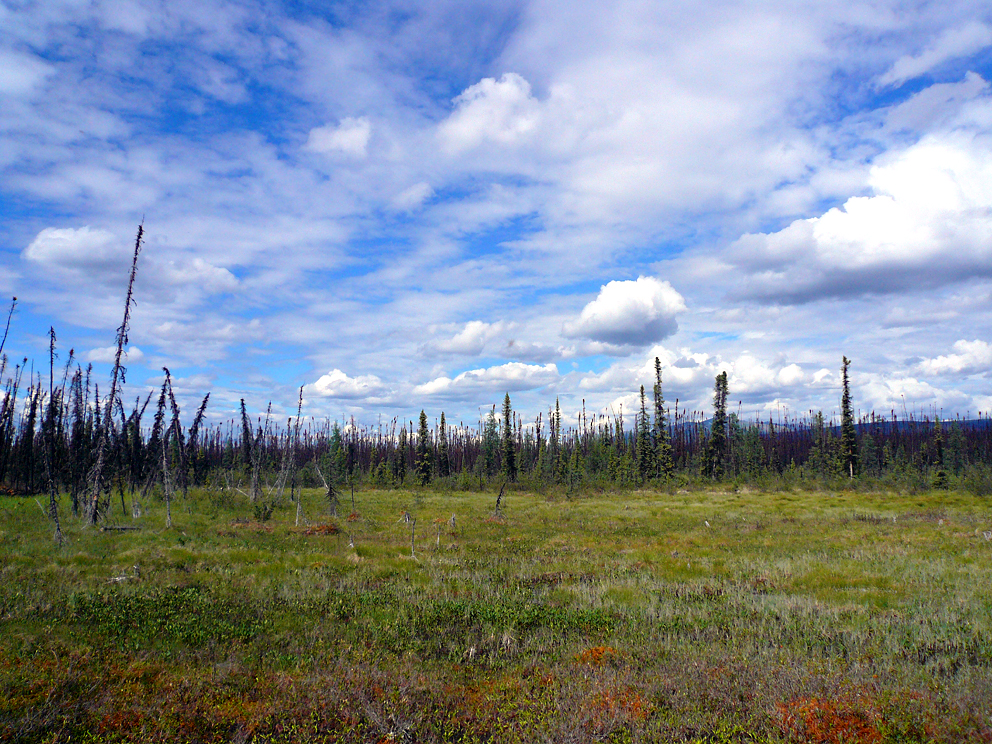
Végétation aux abords de la route.
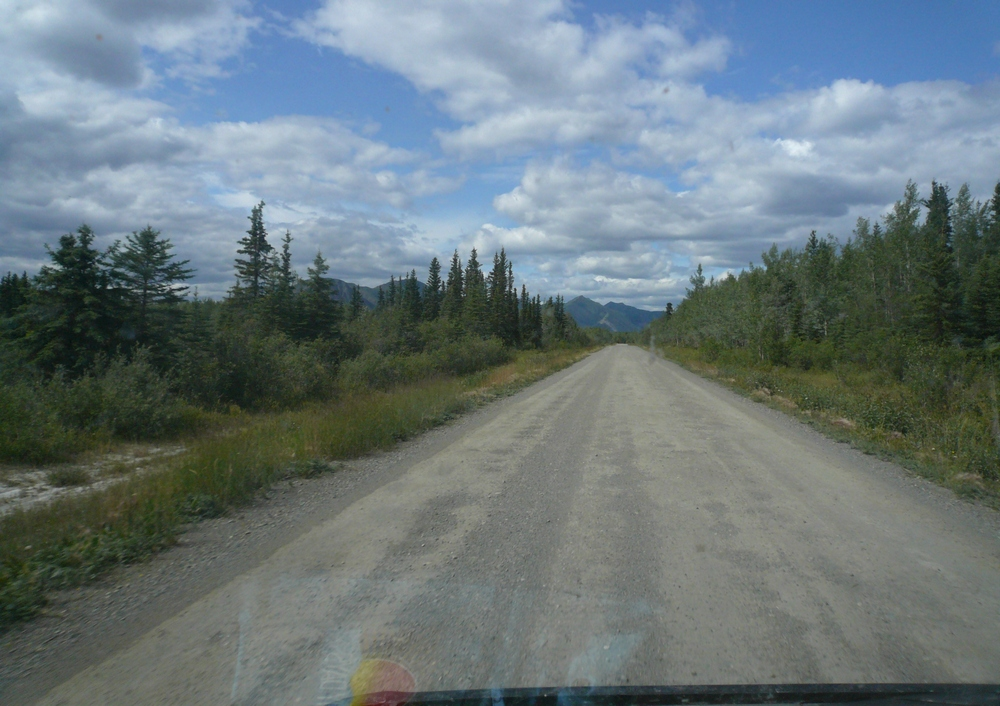
La Campbell Highway.